# 升禧環球信託
升禧環球房地產投資信託基金，簡稱升禧環球信託（英語：Starhill Global Real Estate Investment Trust，SGX：P40U），在2005年，當時由澳大利亞麥格理銀行股份有限公司，設立一家房地產信託基金，該基金前身為「麥格理優質房地產投資信託基金」（Macquarie Prime Real Estate Investment Trust）。
主要投资在各類產業，包括：

现有
- 新加坡
  - 威士马广场（英语：Wisma Atria）
  - 义安城
- 马来西亚吉隆坡武吉免登
  - 升禧藝廊（Starhill Gallery）
  - 乐天广场（Lot 10）
- 澳大利亞
  - 連鎖百貨大卫琼斯（David Jones Limited）
  - 阿德萊德產業邁爾商場（英语：Myer Centre, Adelaide）

曾经
- 中國
  - 成都仁和春天百貨棕北店（2017年1月關門[1]）
- 日本
  - 東京六本木Roppongi Terzo（2016年1月出售[2]）等。[3]

總部位於391B Orchard Road  #21-08 Ngee Ann City Tower B Singapore 238874，總裁為何星，主席為楊肅斌。
股份在2005年9月20日於新加坡交易所主板上市。招股價為0.98新加坡元，發行股份為581,918,000股，集資額為570,000,000新加坡元，而在2008年10月28日，馬來西亞楊忠禮機構有限公司，以和相關企業，收購從麥格理銀行所持有本信託基金26%股權，以及優質信託管理控股有限公司50%股權，總代價為285,000,000新加坡元。

## 連結
- StarhillGlobalREIT.com（页面存档备份，存于）